# Пікту (графство)
 Пікту  (англ. Pictou County) — графство у провінції
Нова Шотландія, Канада. Графство є переписним районом та адміністративною одиницею провінції.

## Географія

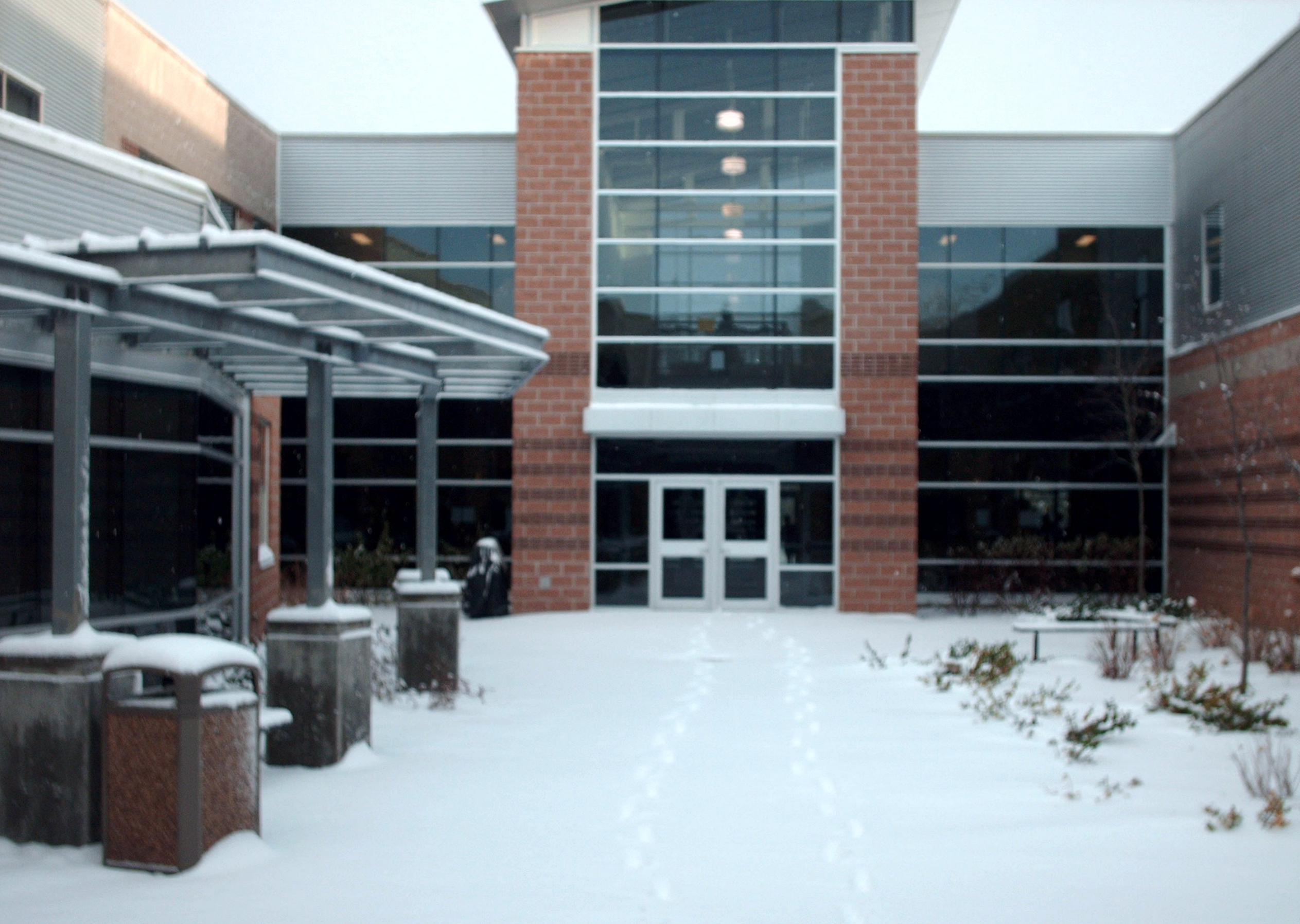

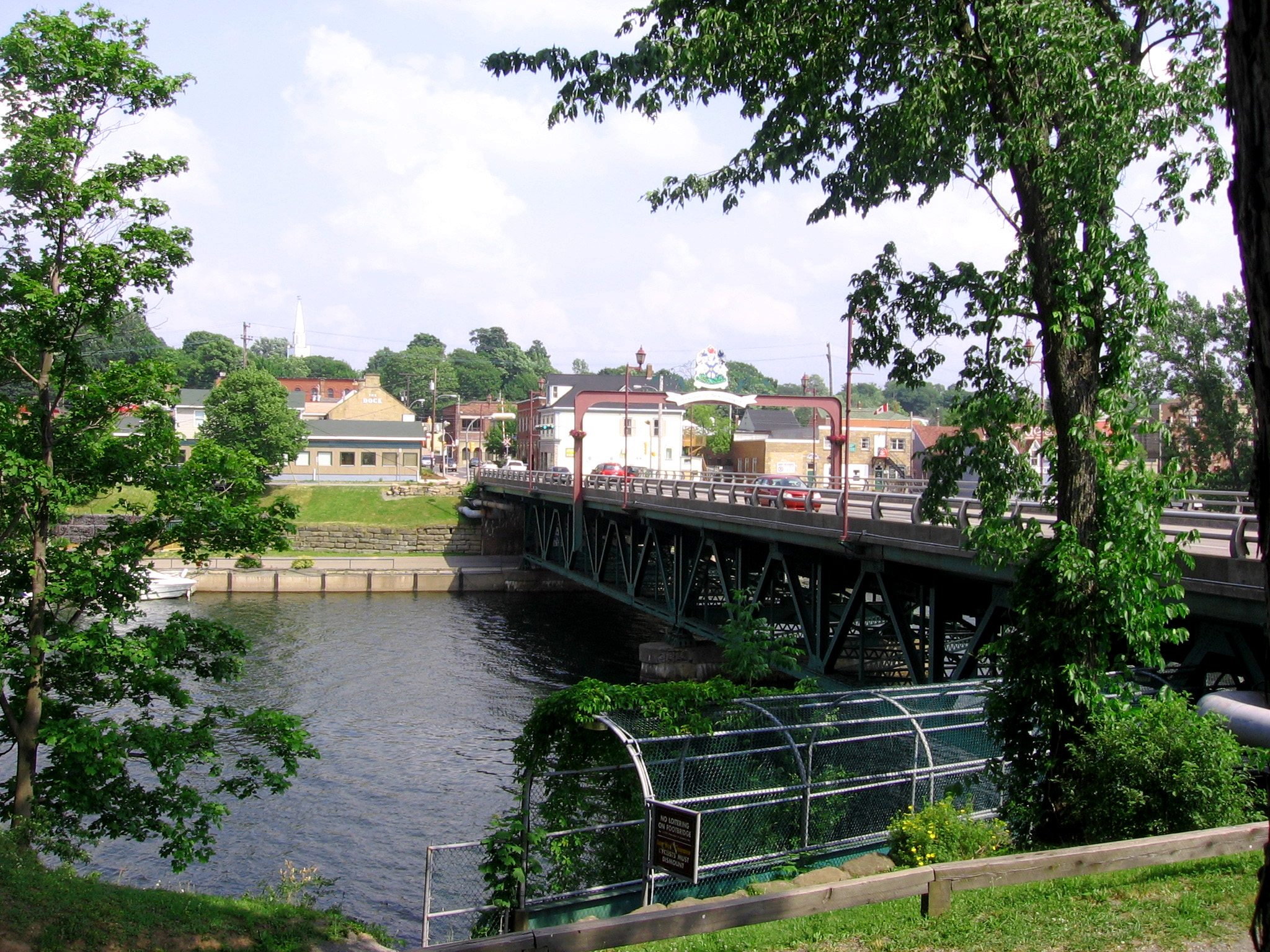

Графство піктів розташоване в північній частині півострова Нова Шотландія. На заході воно межує з графством Колчестер, на півдні — Гайсборо, а на сході — Антігоніш. На півночі графство омивається водами протоки Нортумбрії.
Крім того, територія графства включає невеликий Острів Пікту розташований в 7 км від узбережжя
.
По території графства проходить автодороги провінційного значення шосе № 104 і 106, а також ряд доріг, керованих графством, основними з яких є магістралі 4, і 6 і колектори 245, 256, 289, 347, 348 і 374. Невеликий населений пункт Карібу на території графства є відправною точкою для поромної переправи до Острова Принца Едварда.

## Історія
Довгий час місцевість носила назву Piktook, що мовою мікмаків означає вибух газу. Перші спроби утворення графства робилися в 1803 році, але не увінчалися успіхом. Графство Пікту було утворено в 1835 році, коли відбувся поділ графства Галіфакс на три графства: Галіфакс, Пікту і Колчестер. У 1866 році почала працювати комісія з визначення кордону з графством Гайсборо, яка через внутрішні розбіжності була змушена в 1867 році звернуться до комісара колонії. (Commissioner of Crown Lands).

## Населення
Для потреб статистичної служби Канади графство розділене на п'ять міст, дві індіанські резервації і три неорганізовані області.
| Назва               | Оригінальна назва     | Статус                 | Площа    | Населення |
| ------------------- | --------------------- | ---------------------- | -------- | --------- |
| Нью-Глазго          | New Glasgow           | Місто                  | 9,93     | 9 455     |
| Пікту               | Pictou                | Місто                  | 7,94     | 3 813     |
| Стеллартон          | Stellarton            | Місто                  | 8,99     | 4 717     |
| Трентон             | Trenton               | Місто                  | 6,00     | 2 741     |
| Вествілл            | Westville             | Містечко               | 14,39    | 3 805     |
| Мерігоміш-Гарбор 31 | Merigomish Harbour 31 | Індіанська резервація  | 0,23     | 0         |
| Фішерс-Грант 24     | Fisher’s Grant 24     | Індіанська резервація  | 0,97     | 429       |
| Округ A             | Pictou, Subd. A       | Неорганізована область | 770,87   | 6 412     |
| Округ B             | Pictou, Subd. B       | Неорганізована область | 770,58   | 6 101     |
| Округ C             | Pictou, Subd. C       | Неорганізована область | 1 255,35 | 9 038     |